# Oxyrrhynchium macroneuron
Oxyrrhynchium macroneuron là một loài Rêu trong họ Brachytheciaceae. Loài này được (Grout) Wynns mô tả khoa học đầu tiên năm 2009.